# Hof te Reepingen

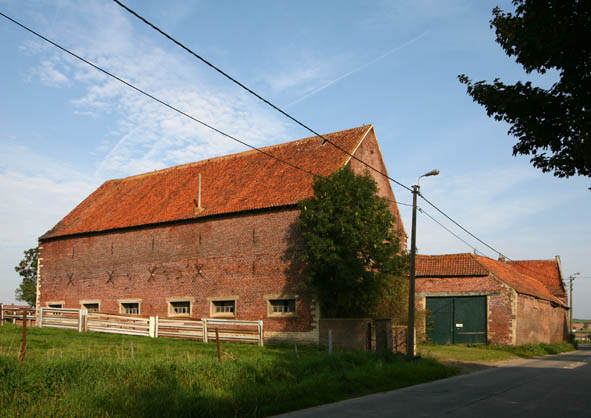
Hof te Reepingen

Het Hof te Reepingen in Vollezele was oorspronkelijk een pachthoeve van de Abdij van Vorst uit de 12e eeuw. De huidige gebouwen dateren uit de 18e en de 19e eeuw. Het hof is vastgesteld als beschermd monument.
In 1921 werd de hoeve verkocht aan paardenkweker Alfred Vanderscheuren, die ze uitbouwde tot stoeterij van trekpaarden. Vollezele stond in die tijden nationaal en internationaal hoog aangeschreven voor het kweken van het Belgisch Trekpaard.